# Idris costatus
Idris costatus är en stekelart som beskrevs av Lubomir Masner och Jocelyn Denis 1996. Idris costatus ingår i släktet Idris och familjen Scelionidae. Inga underarter finns listade i Catalogue of Life.